# Клубний чемпіонат світу з футболу 2013
Клубний чемпіонат світу з футболу 2013 — футбольний турнір, який прозодить з 11 по 21 грудня 2013 в Марокко. Є десятим розіграшем клубного чемпіонату світу з футболу, турніру, організовуваного ФІФА між переможцями клубних турнірів кожної з 6 конфедерацій та переможцем чемпіонату країни-господарки. Переможцем вперше в своїй історії стала німецька «Баварія», яка обіграла в фіналі господаря турніру «Раджу» (Касабланка).

## Заявки на проведення турніру
4 країни подали заявки на проведення клубних чемпіонатів світу 2013 і 2014 років (один і той же господар у обох турнірів):
- Іран
- Марокко
- ПАР
- ОАЕ (який брав Клубний чемпіонат світу з футболу 2009 і 2010 років в Абу-Дабі)

У жовтні 2011 року ФІФА заявила, що Іран, ПАР і ОАЕ відкликали свої заявки, тим самим залишивши Марокко єдиним кандидатом. ФІФА офіційно оголосив Марокко господарем турніру 17 грудня 2011.

## Стадіони
Матчі клубного чемпіонату світу пройдуть у двох марокканських містах: Марракеші та Агадірі.
| Марракеш                                                            | Агадір                                                              |
| ------------------------------------------------------------------- | ------------------------------------------------------------------- |
| Марракеш                                                            | Адрар                                                               |
| 31°42′24″ пн. ш. 7°58′50″ сх. д. / 31.70667° пн. ш. 7.98056° сх. д. | 30°25′38″ пн. ш. 9°32′26″ сх. д. / 30.42722° пн. ш. 9.54056° сх. д. |
| Місткість:45,240                                                    | Місткість:45,480                                                    |

## Учасники
| Команда                                       | Конфедерація         | Кваліфікація                                 | Участь                                  |
| Проходять в півфінал                          | Проходять в півфінал | Проходять в півфінал                         | Проходять в півфінал                    |
| --------------------------------------------- | -------------------- | -------------------------------------------- | --------------------------------------- |
| «Атлетіку Мінейру»                            | КОНМЕБОЛ             | Переможець Кубка Лібертадорес 2013           | 1-е                                     |
| «Баварія»                                     | УЄФА                 | Переможець Ліги чемпіонів УЄФА 2012/2013     | 1-е                                     |
| Проходять у чвертьфінал                       |                      |                                              |                                         |
| «Гуанчжоу Евергранд»                          | АФК                  | Переможець Ліги чемпіонів АФК 2013           | 1-е                                     |
| «Аль-Аглі»                                    | КАФ                  | Переможець Ліги чемпіонів КАФ 2013           | 5-е (Попередні: 2005, 2006, 2008, 2012) |
| «Монтеррей»                                   | КОНКАКАФ             | Переможець Ліги чемпіонів КОНКАКАФ 2012/2013 | 3-е (Попередні: 2011, 2012)             |
| Проходять в плей-офф за вихід до чвертьфіналу |                      |                                              |                                         |
| «Окленд Сіті»                                 | ОФК                  | Переможець Ліги чемпіонів ОФК 2012/2013      | 5-е (Попередні: 2006, 2009, 2011, 2012) |
| «Раджа» (Касабланка)                          | КАФ (господарі)      | Переможець Чемпіон Марокко 2012/2013         | 2-е (Попереднє: 2000)                   |

## Судді
Нижче представлений список суддів та помічників суддів, призначених на матчі турніру:
| Конфедерація | арбітр                        | Помічники судді                                                             |
| ------------ | ----------------------------- | --------------------------------------------------------------------------- |
| АФК          | Алі Аль-Бадваві (травмований) | Салех Аль-Марзугі (пропускає турнір) Мохамед Аль-Мехайрі (пропускає турнір) |
| АФК          | Аліреза Фагані                | Хассан Камраніфар Реза Сохандан                                             |
| КАФ          | Бакарі Гассама                | Ангес Огбамаріам Фелісьян Кабанда (травмований)                             |
| КАФ          | Неан Аліум (резервний)        | Еваріст Менкуанде (резервний) Пітер Едібі (резервний)                       |
| КОНКАКАФ     | Марк Гейгер                   | Шон-Марк Херд Джо Флетчер                                                   |
| КОНМЕБОЛ     | Сандро Річчі                  | Емерсон де Карвальйо Марсело Ван Гассе                                      |
| УЄФА         | Карлос Веласко Карбальйо      | Роберто Алонсо Фернандес Хуан Карлос Юсте Хіменес                           |

## Склади
Кожна команда повинна мати склад з 23-х осіб (три з яких мають бути воротарями) до крайнього терміну, призначеного ФІФА, — 29 листопада 2013 року. Заміни з причини травми дозволено проводити за 24 години до першого матчу команди.
Всього у складах семи команд представлена 31 національність.

## Організація

### Система автоматичного визначення голів
Другий рік поспіль на турнірі буде використовуватися система автоматичного визначення голів. Німецька фірма GoalControl GmbH стала офіційним постачальником системи автоматичного визначення голів.

### Зникаючий спрей
Після успішного використання на чемпіонаті світу з футболу серед молодіжних команд 2013 і чемпіонаті світу з футболу серед юнацьких команд 2013 року, судді матчів турніру будуть використовувати зникаючий спрей, щоб відзначати відстань в 9 метрів для команди, що захищається під час вільних ударів.

### Емблема
Офіційна емблема турніру була представлена в Касабланці 2 вересня 2013 року.

### Продаж квитків
Попередній продаж квитків тривала з 14 по 27 жовтня 2013 року, тоді як квитки надійшли у відкритий продаж 28 жовтня 2013 року.

### Трофі-тур
Тур трофея клубного чемпіонату світу пройшов з жовтня по грудень 2013 року, взявши старт в Йокогамі, місці проведення фіналу попереднього клубного чемпіонату світу і завершився в Касабланці перед початком турніру.

## Матчі
4 червня 2013 року ФІФА презентувало офіційний розклад турніру. Жеребкування пройшло 9 жовтня 2013 року в Марракеші, щоб визначити «позиції» в сітці трьох команд, які потрапляють до чвертьфіналу (переможці клубних турнірів АФК, КАФ і КОНКАКАФ).
|  | Плей-оф              | Плей-оф              |                      |                    | Чвертьфінал        | Чвертьфінал        |                 |                 | Півфінал | Півфінал |  |  | Фінал                | Фінал                |
|  | 11 грудня — Агадір   |                      |                      |                    |                    |                    |                 |                 |          |          |  |  |                      |                      |
|  | Раджа Касабланка     | 2                    |                      |                    | 14 грудня — Агадір | 14 грудня — Агадір |                 |                 |          |          |  |  |                      |                      |
|  | Раджа Касабланка     | 2                    |                      |                    | 14 грудня — Агадір | 14 грудня — Агадір |                 |                 |          |          |  |  |                      |                      |
|  | Окленд Сіті          | 1                    |                      |                    | Раджа Касабланка   | 2                  |                 |                 |          |          |  |  |                      |                      |
|  | Окленд Сіті          | 1                    | 18 грудня — Марракеш |                    | Раджа Касабланка   | 2                  |                 |                 |          |          |  |  |                      |                      |
|  |                      |                      |                      |                    | Монтеррей          | 1                  |                 |                 |          |          |  |  |                      |                      |
|  | Раджа Касабланка     | 3                    |                      |                    | Монтеррей          | 1                  |                 |                 |          |          |  |  |                      |                      |
|  | Раджа Касабланка     | 3                    |                      |                    |                    |                    |                 |                 |          |          |  |  |                      |                      |
|  |                      |                      | Атлетіку Мінейру     | 1                  |                    |                    |                 |                 |          |          |  |  |                      |                      |
|  |                      |                      | Атлетіку Мінейру     | 1                  |                    |                    |                 |                 |          |          |  |  |                      |                      |
|  |                      |                      | 21 грудня — Марракеш |                    |                    |                    |                 |                 |          |          |  |  |                      |                      |
|  |                      |                      |                      |                    |                    |                    |                 |                 |          |          |  |  |                      |                      |
|  | Раджа Касабланка     | 0                    |                      |                    |                    |                    |                 |                 |          |          |  |  |                      |                      |
|  | Раджа Касабланка     | 0                    | 14 грудня — Агадір   |                    |                    |                    |                 |                 |          |          |  |  |                      |                      |
|  |                      | Баварія              | 2                    |                    |                    |                    |                 |                 |          |          |  |  |                      |                      |
|  |                      |                      | 2                    | Гуанчжоу Евергранд | 2                  |                    |                 |                 |          |          |  |  |                      |                      |
|  | 18 грудня — Агадір   |                      |                      | Гуанчжоу Евергранд | 2                  |                    |                 |                 |          |          |  |  |                      |                      |
|  |                      | Аль-Ахлі             | 0                    |                    |                    |                    |                 |                 |          |          |  |  |                      |                      |
|  | Гуанчжоу Евергранд   | Аль-Ахлі             | 0                    | 0                  |                    |                    |                 |                 |          |          |  |  |                      |                      |
|  | Гуанчжоу Евергранд   | Матч за 5 місце      | Матч за 5 місце      | 0                  |                    |                    | Матч за 3 місце | Матч за 3 місце |          |          |  |  |                      |                      |
|  |                      | Матч за 5 місце      | Матч за 5 місце      |                    | Баварія            | 3                  | Матч за 3 місце | Матч за 3 місце |          |          |  |  |                      |                      |
|  | Монтеррей            | 5                    | Атлетіку Мінейру     | 3                  | Баварія            | 3                  |                 |                 |          |          |  |  |                      |                      |
|  | Монтеррей            | 5                    | Атлетіку Мінейру     | 3                  |                    |                    |                 |                 |          |          |  |  |                      |                      |
|  | Аль-Ахлі             | 1                    | Гуанчжоу Евергранд   | 2                  |                    |                    |                 |                 |          |          |  |  |                      |                      |
|  | Аль-Ахлі             | 1                    | Гуанчжоу Евергранд   | 2                  |                    |                    |                 |                 |          |          |  |  |                      |                      |
|  | 17 грудня — Марракеш | 17 грудня — Марракеш |                      |                    |                    |                    |                 |                 |          |          |  |  | 21 грудня — Марракеш | 21 грудня — Марракеш |

 Час початку матчів дано по західноєвропейському часу (UTC+0).

### Плей-офф за місце у чвертьфіналі
| 11 грудня 2013 19:30 |

| Раджа Касабланка                       | 2—1  | Окленд Сіті    |
| -------------------------------------- | ---- | -------------- |
| Мухсін Іажур 39' Абделіла Хафіді 90+2' | Звіт | Рой Крішна 63' |

| «Адрар», Агадір Глядачів: 34 875 Арбітр: Бакарі Гассама |

### Чвертьфінали
| 14 грудня 2013 16:00 |

| Гуанчжоу Евергранд          | 2—0  | Аль-Ахлі |
| --------------------------- | ---- | -------- |
| Елкесон 49' Даріо Конка 67' | Звіт |          |

| «Адрар», Агадір Глядачів: 34 579 Арбітр: Сандро Річчі |

| 14 грудня 2013 19:30 |

| Раджа Касабланка                  | 2—1 д.ч. | Монтеррей              |
| --------------------------------- | -------- | ---------------------- |
| Шемседдін Шітібі 24' Куко Геї 95' | Звіт     | Хосе Марія Басанта 53' |

| «Адрар», Агадір Глядачів: 34 579 Арбітр: Аліреза Фагані |

### Півфінали
| 17 грудня 2013 19:30 |

| Гуанчжоу Евергранд | 0—3  | Баварія                                              |
| ------------------ | ---- | ---------------------------------------------------- |
|                    | Звіт | Франк Рібері 40' Маріо Манджукич 44' Маріо Гетце 47' |

| «Адрар», Агадір Глядачів: 27 311 Арбітр: Бакарі Гассама |

| 18 грудня 2013 19:30 |

| Раджа Касабланка                                        | 3—1  | Атлетіку Мінейру |
| ------------------------------------------------------- | ---- | ---------------- |
| Мухсін Іажур 51' Мухсін Мутуалі 84' Віанне Мабіде 90+4' | Звіт | Роналдінью 63'   |

| «Марракеш», Марракеш Глядачів: 35 219 Арбітр: Карлос Карбальйо |

### Матч за 5-е місце
| 18 грудня 2013 16:30 |

| Аль-Ахлі       | 1—5  | Окленд Сіті                                                                         |
| -------------- | ---- | ----------------------------------------------------------------------------------- |
| Емад Метеаб 8' | Звіт | Нері Кардосо 3' Сесар Дельгадо 22', 65' Леобардо Лопес 27' Умберто Суасо 45' (пен.) |

| «Марракеш», Марракеш Глядачів: 35 219 Арбітр: Марк Гейгер |

### Матч за 3-є місце
| 21 грудня 2013 16:30 |

| Гуанчжоу Евергранд        | 2—3  | Атлетіку Мінейру                              |
| ------------------------- | ---- | --------------------------------------------- |
| Мурікі 9' Даріо Конка 15' | Звіт | Дієго Тарделлі 3' Роналдінью 45+1' Луан 90+1' |

| «Марракеш», Марракеш Глядачів: 37 774 Арбітр: Аліреза Фагані |

### Фінал
| 21 грудня 2013 19:30 |

| Баварія                       | 2—0  | Раджа Касабланка |
| ----------------------------- | ---- | ---------------- |
| Данте 7' Тьяго Алькантара 22' | Звіт |                  |

| «Марракеш», Марракеш Глядачів: 37 774 Арбітр: Сандро Річчі |

## Бомбардири
| Місце | Гравець            | Команда            | Голи |
| ----- | ------------------ | ------------------ | ---- |
| 1     | Роналдінью         | Атлетіку Мінейру   | 2    |
| 1     | Даріо Конка        | Гуанчжоу Евергранд | 2    |
| 1     | Сесар Дельгадо     | Монтеррей          | 2    |
| 1     | Мухсин Іажур       | Раджа Касабланка   | 2    |
| 5     | Луан               | Атлетіку Мінейру   | 1    |
| 5     | Дієго Тарделлі     | Атлетіку Мінейру   | 1    |
| 5     | Тьяго Алкантара    | Баварія            | 1    |
| 5     | Маріо Гетце        | Баварія            | 1    |
| 5     | Данте              | Баварія            | 1    |
| 5     | Франк Рібері       | Баварія            | 1    |
| 5     | Маріо Манджукич    | Баварія            | 1    |
| 5     | Мурікі             | Гуанчжоу Евергранд | 1    |
| 5     | Елкесон            | Гуанчжоу Евергранд | 1    |
| 5     | Хосе Марія Басанта | Монтеррей          | 1    |
| 5     | Нері Кардосо       | Монтеррей          | 1    |
| 5     | Леобардо Лопес     | Монтеррей          | 1    |
| 5     | Умберто Суасо      | Монтеррей          | 1    |
| 5     | Куко Геї           | Раджа Касабланка   | 1    |
| 5     | Вів'єн Мабіда      | Раджа Касабланка   | 1    |
| 5     | Мухсін Мутуалі     | Раджа Касабланка   | 1    |
| 5     | Абдель Хафід       | Раджа Касабланка   | 1    |
| 5     | Шемседдін Шітібі   | Раджа Касабланка   | 1    |
| 5     | Рой Крішна         | Окленд Сіті        | 1    |

## Статистика турніру

### Положення команд
| Поз. | Команда            | Конфедерація | І | В | Н | П | ГЗ | ДП | РГ |
| ---- | ------------------ | ------------ | - | - | - | - | -- | -- | -- |
| 1    | Баварія            | УЄФА         | 2 | 2 | 0 | 0 | 5  | 0  | +5 |
| 2    | Раджа Касабланка   | КАФ          | 4 | 3 | 0 | 1 | 7  | 5  | +2 |
| 3    | Атлетіко Мінейро   | КОНМЕБОЛ     | 2 | 1 | 0 | 1 | 4  | 5  | -1 |
| 4    | Гуанчжоу Евергранд | АФК          | 3 | 1 | 0 | 2 | 4  | 6  | -2 |
| 5    | Монтеррей          | КОНКАКАФ     | 2 | 1 | 0 | 1 | 6  | 3  | +3 |
| 6    | Аль-Ахлі           | КАФ          | 2 | 0 | 0 | 2 | 1  | 7  | -6 |
| 7    | Окленд Сіті        | ОФК          | 1 | 0 | 0 | 1 | 1  | 2  | -1 |

Примітка: Матчі, що завершилися в додатковий час, вважаються як перемоги або поразки, тоді як матчі, що завершилися післяматчовими пенальті, вважаються як нічиї.

### Нагороди
| Золотий м'яч                                                                | Срібний м'яч                                                                             | Бронзовий м'яч                  |
| --------------------------------------------------------------------------- | ---------------------------------------------------------------------------------------- | ------------------------------- |
| Франк Рібері (Баварія)                                                      | [[Файл:Помилка виразу: незрозуміле слово «px»\|20x13px\|Німеччина]] Філіпп Лам (Баварія) | Мухсін Іажур (Раджа Касабланка) |
| Приз за чесну гру                                                           |                                                                                          |                                 |
| [[Файл:Помилка виразу: незрозуміле слово «px»\|20x13px\|Німеччина]] Баварія |                                                                                          |                                 |